# 隱士之家

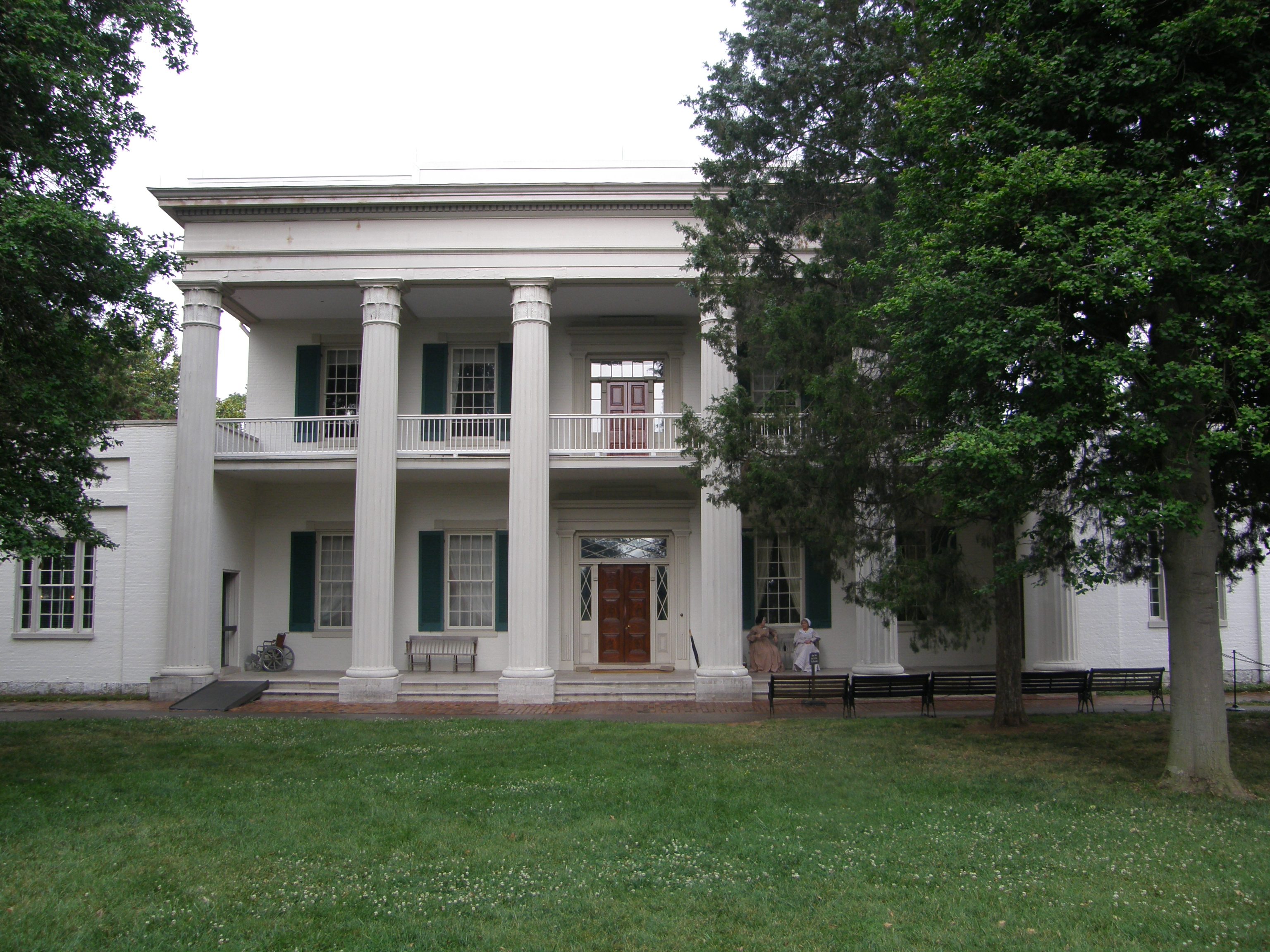
隱士之家

36°12′53.9″N 86°36′46.7″W / 36.214972°N 86.612972°W
隱士之家（英語：The Hermitage）位於美國田納西州戴維森縣納什維爾，是第7任美國總統安德鲁·杰克逊的故居。除了房子之外，還有一座美麗的花園及他的墓地。現在是一個觀光景點，也是當地地標。1960年獲列為美国国家历史名胜，1966年列入國家史蹟名錄。